# Sophie Calle
Sophie Calle (Parigi, 9 ottobre 1953) è un'artista francese.

## Biografia
Sophie Calle è nata a Parigi il 9 ottobre 1953 dal cardiologo Robert Calle e da Rachel Sindler, addetta stampa. Dopo un'adolescenza impegnata nella politica, nel 1973 decide di partire e girare il mondo. Nel 1978 fa rientro nella sua città, dove si dedicherà alla fotografia, passione nata durante il suo lungo viaggio. Alla fine degli anni settanta inizia a stendere i suoi primi Journaux intimes ,tra le cui pagine si susseguono riflessioni corredate da immagini. Tra questi, registra le sue prime Filatures parisiennes, in cui segue degli sconosciuti per strada fino a perderli di vista, per dimenticarsene completamente qualche istante dopo.
La prima opera che la inserisce nel mondo dell'arte è Les Dormeurs (1979), che ha presentato nel 1980 alla undicesima Biennale di Parigi al Museo di Arte Moderna. Sophie Calle invita a dormire nel suo letto, una dopo l'altra, ventinove persone tra conoscenti e sconosciuti, per otto ore consecutive. Le riprende nel sonno scattando una foto ogni ora. In una conferenza tenutasi a Tokyo nel 1999, la Calle ha così spiegato quest'opera:
(Sophie Calle)
La "dormeuse" cui la Calle si riferisce era la moglie del gallerista Bernard Lamarche-Vadel (1949-2000), che la invitò a partecipare con Les Dormeurs alla XI Biennale de Paris. Fu proprio quest'inaspettata richiesta a trasformare in opera d'arte quello che "non è un progetto artistico ma somiglia ancora ad un gioco".
La prima opera di Sophie Calle indica già l'originalità del suo percorso, la ricerca del soggetto in episodi di vita reale, facendo uso di quella che diverrà la sua cifra stilistica caratterizzante, il suo "marchio di fabbrica": l'unione di fotografie e testi. Significativo precedente per questa "tecnica" è stata individuato dalla critica nella corrente artistica degli anni settanta denominata Narrative Art, di cui tra gli esponenti maggiori c'era Jean Le Gac. Nel decennio seguente realizza ed espone numerose opere di forte impronta autobiografica e dalla spiccata attitudine voyeuristica, tra le quali Suite vénitienne (1980), L'Hôtel (1981), La Filature (1981), Le Carnet d'Adresses (1983), Les Aveugles (1986), Les Tombes (1990), Fantômes (1989-1991). Nella sua opera vita e arte si confondono continuamente: "Erede lontana delle attitudini artistiche teorizzate da Allan Kaprow alla fine degli anni cinquanta, l'artista ha fatto propria l'idea secondo cui "la linea che separa la vita dall'arte deve essere serbata in modo tanto fluido, al limite impercettibile, quanto possibile".
Dal 1988 al 2003 intraprende lavori autobiografici, come quello sul dolore, Autobiographies e Douleur exquise. Un momento particolare nel 1992 si inserisce nella sua vita artistica: il matrimonio con Greg Shepard avvenuto durante le riprese del film No Sex Last Night, terminato con il divorzio soltanto dopo un anno. La sua attività artistica prosegue intensamente tra Parigi e New York, con produzione di opere, come Gotham Handbook (1994), Le Régime chromatique (1997) e Des journées entières sous le signe du B, du C, du W (1998) e con varie collaborazioni, una delle quali particolarmente interessante, dal 1994 al 1998, con lo scrittore statunitense Paul Auster, pubblicata nel cofanetto Doubles-Jeux (1998). Tale opera ripropone precedenti lavori della Calle (tra cui Suite vénitienne, L'Hôtel, Le Rituel d'anniversaire) insieme a quelli realizzati per l'occasione (Gotham Handbook, Le Régime chromatique, Des journées entières sous le signe du B, du C, du W). La mostra Sophie Calle. M'as tu vue al Centre Pompidou (19 novembre 2003 - 15 marzo 2004) ha riunito le opere storiche e le più recenti dell'artista. Paul Auster si ispira a Sophie Calle per il personaggio di Maria nel romanzo Leviatano e Sophie si immedesima in Maria, in un gioco di identità che si muove tra finzione e realtà. Nel 2007 le viene assegnato il ruolo di rappresentante della Francia nel Padiglione francese della 52ª Biennale d’Arte Contemporanea di Venezia.
L'opera presentata alla Biennale dal titolo Take care of yourself, prenez soin de vous, cuidate mucho (in italiano "Prenditi cura di te"), ha suscitato un forte impatto emotivo. Si compone di fotografie, testi, video e installazioni con le voci delle 107 donne invitate a leggere il messaggio di addio che un uomo, per la fine di un amore, ha inviato a Sophie Calle: un coro di 107 donne che combattono le parole false dell'uomo con senso di complicità e soddisfazione, presente anche sul volto di Sophie sistemata in disparte. Si susseguono nel Padiglione francese 107 figure femminili, che esprimono con video e foto, con i loro volti e le loro parole, reazioni diverse a questo addio: tra queste, Jeanne Moreau, Miranda Richardson, Emanuelle Laborit, la pornostar Ovidie e l'attrice italiana Luciana Littizzetto. In uno spazio completamente buio del padiglione sono proiettati inoltre contemporaneamente due video che mostrano, a confronto, due ballerine, una indiana ed una occidentale che esprimono con movimenti i loro sentimenti per la fine di un amore ed una differente percezione del dolore della separazione. Non si può trascurare infine l'installazione dal titolo "Pas pu saisir la mort" ("Non ho potuto scegliere la morte"), composta da video e testo presentata, in contemporanea, al Padiglione Italia: Sophie Calle descrive gli ultimi giorni di vita della madre, solo con i sottili e graduali passaggi dalla vita alla morte. Sophie Calle oggi vive tra lo studio di Malakoff (Parigi) e New York.

## Le opere
- Les Dormeurs (1979)
- Suite vénitienne (1980)
- Le Bronx (1980)
- L'Hôtel (1981)
- La Filature (1981)
- Le Carnet d'Adresses (1983)
- Les Anges (1984)
- Anatoli (1984)
- Les Aveugles (1986)
- Les Tombes (1990)
- Fantômes (1989-1991)
- Last Seen (1991)
- La Couleur aveugle (1991)
- No Sex Last Night (1992)
- Le Rituel d'anniversaire (1980-1993)
- Gotham Handbook (1994)
- L'Erouv de Jérusalem (1996)
- Souvenir de Berlin-Est (1996)
- Le Régime chromatique (1997)
- Des journées entières sous le signe du B, du C, du W (1998)
- Douleur exquise (1984-2003)
- Autobiographies (1988-2003)
- Vingt ans après (2001)
- Voyage en Californie (2003)
- Une jeune femme disparaît (2003)
- Unfinished (2003)
- Abbi cura di te (2007)
- Pas pu saisir la mort (2007)

## Riconoscimenti
Nel 2010 le è stato assegnato l'Hasselblad Award.